# Lepidium draba
Lepidium draba es una especie  de la familia de las crucíferas. 
Actualmente está considerada un sinónimo de Cardaria draba

## Descripción

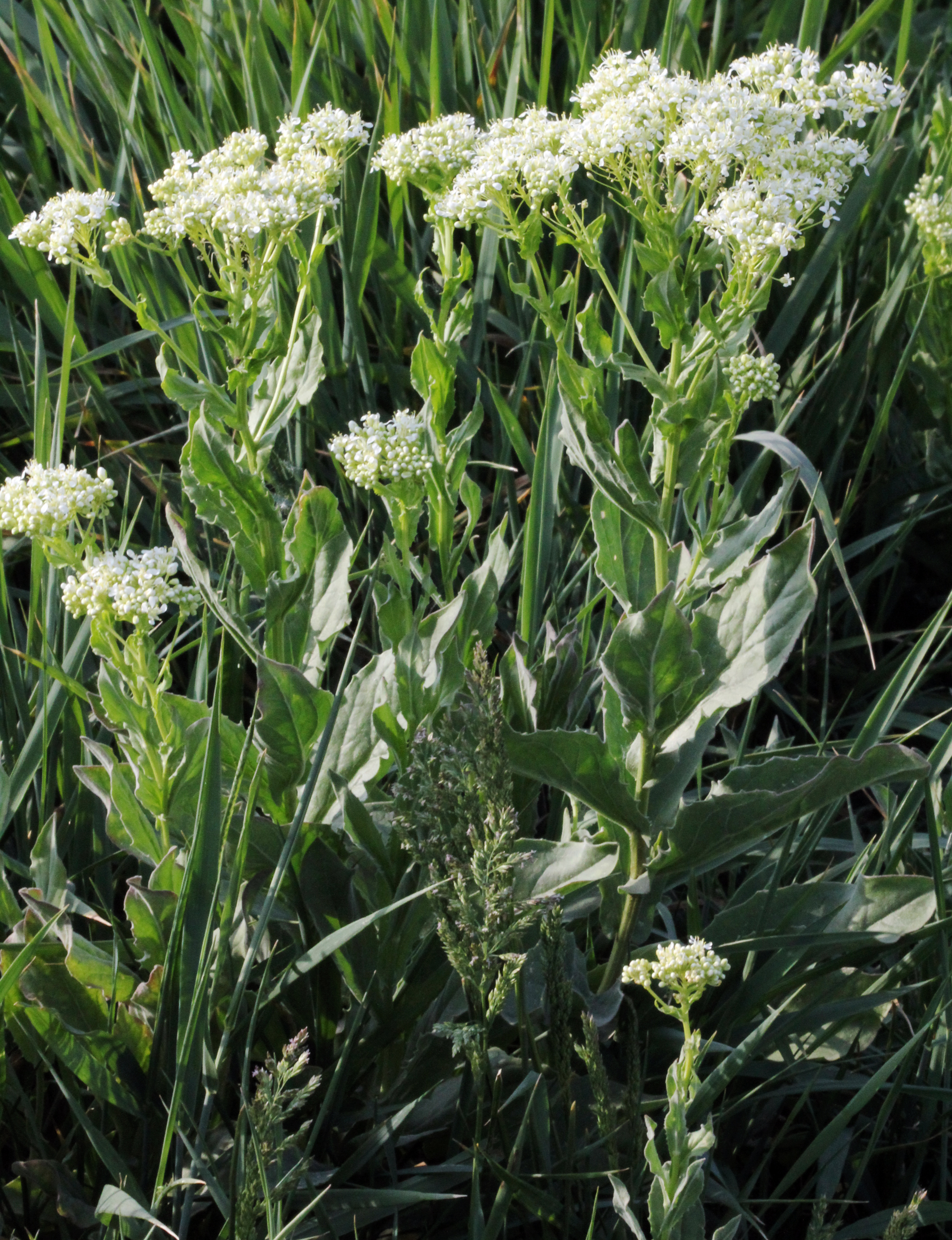
Cardaria draba

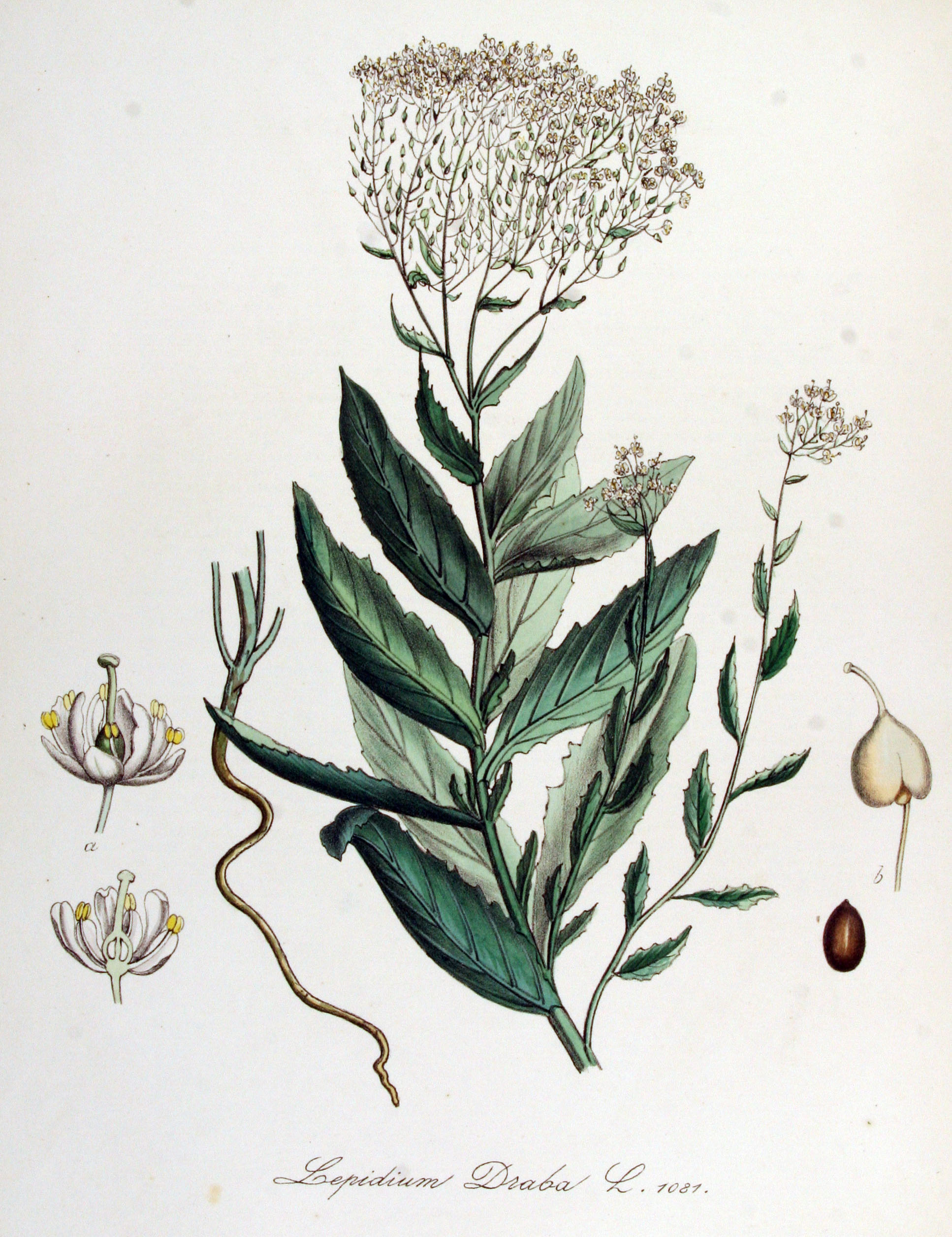
Ilustración

Planta perenne, herbácea con cabillos erectos de 20-80 cm, que sostienen una inflorescencia densa, ramosa, en su parte superior bastante plana , de flores blancas muy pequeñitas. Hojas obovadas, de base cuneada y margen dentado-ondulado; las superiores dentadas y abrazadoras. Flores de 5-6 mm de diámetro; pétalos blancos, el doble de largos de los sépalos, ampliamente ovados. Vaina redondeada o acorazonada, hinchada; estilo largo. Florece de primavera a verano.

## Hábitat y distribución
Habita en cultivos, tierras baldías y cunetas en Europa mediterránea y en el sureste. Introducida en el resto de Europa.

## Usos
La infusión preparada con sus hojas es diurética. Las semillas se han empleado como sucedáneo de la pimienta.

## Taxonomía
Cardaria draba fue descrita por (L.) Desv. y publicado en Journal de Botanique, Appliquée à l'Agriculture, à la Pharmacie, à la Médecine et aux Arts 3(4): 163. 1814[1815].
Sinónimos
- Lepidium draba L. [1753, Sp. Pl., éd. 1 : 645]
- Nasturtium diversifolium Wall. [1831, Catal. : n° 4775]
- Lepidium repens Boiss. [1867, Fl. Or., 1 : 356]
- Lepidium madritense Pau [1887, Not. Bot. Fl. Esp., 1 : 8]
- Lepidium diversifolium Freyn & Sint. ex Freyn [1903, Bull. Herb. Boissier, ser. 2, 3
- Lepidium arvense Mill. [1768, Gard. Dict., ed. 8 : n° 2]
- Cardaria brachysepala Opiz [1852, Seznam : 26]
- Jundzillia draba (L.) Andrz.
- Nasturtium draba (L.) Crantz [1769, Class. Crucif. Emend. : 91]
- Draba ruderalis Baumg. [1816, Enum. Stirp. Transs., 2 : 232]
- Crucifera cardaria E.H.Krause [1902, Fl. Deutschl., ed. 2, 6 : 156] [nom. illeg.]
- Cochlearia draba (L.) L. [1759, Syst. Nat., ed. 10, 2 : 1120]
- Cardiolepis dentata Wallr. [1822, Sched. Crit. : 340] [nom. illeg.][3]

## Nombre común
- Castellano: babol, blanquilla, capellán, capellanes, cochlearia falsa, draba, floreta, floretas, florida, hierba blanca, hinchace, lobón de huerta, mastuerzo bárbaro, mastuerzo oriental, masuerzo oriental, papola.[4]